# The Big Idea
Pour plus de détails, voir Fiche technique et Distribution.
The Big Idea est un film américain de Gilbert Pratt et Hal Mohr, sorti en 1917.

## Fiche technique
- Titre : The Big Idea
- Réalisation : Gilbert Pratt et Hal Mohr
- Scénario : Hal Mohr
- Production : Hal Roach
- Pays d'origine : États-Unis
- Format : Noir et blanc - 1,33:1 - Film muet
- Genre : comédie
- Date de sortie : 1917

## Distribution
- Harold Lloyd : Harold
- Snub Pollard : Snub
- Bebe Daniels : la fille